# Symfonie nr. 5 (Sjostakovitsj)
Dmitri Sjostakovitsj schreef aan zijn Symfonie nr. 5 opus 47 gedurende de maanden april tot en met juli 1937.

## Geschiedenis
Nadat Sjostakovitsj zijn opera Lady Macbeth uit het district Mtsensk had geschreven en het al een paar maanden met succes werd uitgevoerd, verscheen er opeens een stuk in de partijkrant van Stalin dat de opera verschrikkelijk afkraakte (chaos). De geplande uitvoeringen werden uit het programma geschrapt en Sjostakovitsj werd als landverrader in de ban gedaan.
Als antwoord op deze gang van zaken componeerde hij zijn 5e symfonie. Het kreeg als ondertitel mee: "Het antwoord van een Sovjetkunstenaar op terechte kritiek". De Sovjet-leiders waren verbaasd. Dit was precies de muziek die ze wilden horen. Sjostakovitsj werd weer gerehabiliteerd. Sjostakovitsj had de symfonie echter niet voor Stalin maar voor het Russische volk geschreven. In de symfonie zitten dissonanten en schrille thema's die eerst rustig en ordelijk zijn maar steeds onrustiger worden en in wanorde uitbreken. Sjostakovitsj zei later over de symfonie: "Het is alsof iemand je met een stok slaat en zegt: je moet blij zijn, je moet blij zijn. Je staat half verdoofd op en zegt: ik moet blij zijn, ik moet blij zijn".

## Muziek
Het werk bestaat uit vier delen:
1. Moderato
Het eerste deel begint met een forte thema gespeeld door de strijkers met een opvallende interval. Het wordt al gauw wat rustiger en onder begeleiding van akkoorden door de harp vervallen de strijkers in een rustige, zachte, maar tussen de regels door toch onrustige melodie. Na een tijdje kondigt de fluit een tegenmelodie aan. Deze wordt door de strijkers herhaald. Ze spelen steeds zachter en steeds lager. Als de bassen het thema voor de laatste keer herhalen, verschijnt er opeens een nieuw geluid: de piano speelt de lage akkoorden wat sneller na met een variatie waarna de hoorns in hun diepste register het nieuwe thema inzetten, gevolgd door de trompetten, eveneens in hun laagste register. De strijkers herhalen de akkoorden van de piano met pizzicato's waarna de houtblazers zich in het geheel mengen. Het thema wordt steeds roeriger als de trompetten zich erbij voegen. Het thema ontwikkelt zich tot een marsachtige melodie, een duidelijke verwijzing naar de verheerlijking van het geweld en het leger. Even later breekt er chaos uit. De paarden (geïllustreerd door de kleine trom) slaan op hol en het leger lijkt alle kanten op te vluchten. Langzaam komt het geheel weer tot rust. Na een zachte doorwerking komt de fluit met een nieuw thema. Het is alsof de componist een sarcastische opmerking maakt. Het deel sluit nogal duister in het hele-toonstoonladdersysteem.
2. Allegretto
Het tweede deel begint met lage strijkers die de inleiding geven. Dit deel lijkt een spotprent te zijn op de Sovjetleiders die staatshoofdje willen spelen. De hoorns geven een nogal spottende melodie die begeleid wordt door duister klinkende strijkers. Het klinkt net alsof de Sovjetleiders propaganda voor zichzelf maken terwijl op de achtergrond door hen mensen worden afgevoerd en vermoord. Het tweede thema wordt ingeleid door de solo viool. Het is een iets vrolijker thema dat bedoeld lijkt te zijn om het eerste thema iets van zijn scherpte af te nemen. Het is maar een kort deel van gemiddeld 5 minuten, het sluit af met een snel statement van de strijkers.
3. Largo
Het derde deel is een langzame elegie die na de eerste twee delen komt als een rust. De buitenwereld is even naar de achtergrond verplaatst, het gaat nu even om het innerlijke. De strijkers illustreren een rustig thema dat zich uitwerkt onder begeleiding van de harp. Later komen de houtblazers een voor een (en ieder apart) met dezelfde melodie. Dan maken de strijkers opeens een crescendo. De melodielijn neemt een andere wending en de zachte tremolos van de strijkers laten merken dat de rust een verandering ondergaat. Dan bereikt het thema een hoogtepunt: de xylofoon illustreert in een eenvoudig thema het innerlijke leed. Dan bereiken de strijkers hun climax. Daarna wordt weer even verwezen naar het thema waar het deel mee begon. Het deel sluit rustig af met een vertwijfeld akkoord door de violen.
4. Allegro non troppo
Het vierde deel begint met een angstaanjagende hoge triller van de houtblazers. Bijtende paukenslagen luiden de melodie in die de eerste keer door de trombones worden gespeeld. Ook de trompetten komen erbij. Sjostakovitsj lijkt hierin de angst van de mensen voor Stalin en het gevaar dat hij vormde weer te geven. Even later verandert de stemming. De strijkers zetten een bijna vrolijke melodie in die wordt begeleid door de trompetten. Dit thema illustreert duidelijk het ideaal van Stalin. Later mondt ook dit thema uit in grote chaos. Dan komt het geheel tot rust: De strijkers voeren een zachte dialoog met de houtblazers. Dan begint de kleine trom heel zachtjes weer te spelen. Het eerste thema wordt weer aangeheven en de angst lijkt weer terug te keren. Dan werkt het orkest naar het einde toe. De paukenslagen lijken erg optimistisch en triomfantelijk. Het laatste akkoord lijkt toch het laatste woord te hebben; doffe dreunen op de grote trom.

## Meningen
Stalin was blij met deze symfonie. Dit komt doordat er duidelijk herkenbare melodielijnen zijn, die ook zijn volk kon volgen. Stalin wilde (toen) muziek horen die terug te voeren was op het tijdperk van de grote Russische componisten. Stalin en vooral zijn muzikale medestanders begrepen de ironie niet die in het stuk is verwerkt; Sjostakovitsj ging ervan uit, dat het Russische volk het wel zou begrijpen. Dat die laatste veronderstelling wellicht juist was, bleek uit het feit, dat het een van de populairste en meest opgenomen symfonieën is van deze componist.

## Orkestratie
- 1 piccolo, 2 dwarsfluiten, 2 hobo’s, 2 klarinetten, 1 esklarinet, 2 fagotten, 1 contrafagot
- 4 hoorns, 3 trompetten, 3 trombones, 1 tuba
- 1 stel pauken, kleine trom, triangel, bekkens, grote trom, tamtam, glockenspiel, xylofoon, 2 harpen; 1 celesta, piano
- violen, altviolen, celli, contrabassen

Nr. 1 in f mineur · Nr. 2 in B majeur, "Oktober" · Nr. 3 in Es majeur, "De eerste mei" · Nr. 4 in c mineur · Nr. 5 in d mineur · Nr. 6 in b mineur · Nr. 7 in C majeur, "Leningrad" · Nr. 8 in c mineur · Nr. 9 in Es majeur · Nr. 10 in e mineur · Nr. 11 in g mineur, "Het jaar 1905" · Nr. 12 in d mineur, "Het jaar 1917" · Nr. 13 in bes mineur, "Babi Yar" · Nr. 14 · Nr. 15 in A majeur